# Anousheh Ansari
Anousheh Ansari (farsi: انوشه انصاری [ænuːˈʃɛ ænsɔːˈriː], født 12. september 1966 i Iran) iransk-amerikansk forretningskvinde. I 1982 flygtede hun fra præstestyret til sin tante i USA.
Den 18. september 2006 fløj hun som den fjerde rumturist op til Den Internationale Rumstation med det russiske rumfartøj Sojuz TMA-9. Efter landingen d. 29. september havde hun været 10 døgn, 21 timer og 6 minutter i verdensrummet. Prisen var på 20 millioner USD.
Hun har bidraget til Ansari X-Prize, der var en pris på 10 millioner USD til den første private, der kunne sende tre mennesker ud i rummet. Prisen blev vundet 4. oktober 2004 af Scaled Composites med deres SpaceShipOne.

## Trivia
Hun er så vild med Star Trek at hun ville bære en Star Trek-uniform om bord på rumstationen ISS. Ansari blev både den første muslimske kvinde og den første iranskfødte i rummet, samt den første kvindelige rumturist.